# Wasserbillig
Wasserbillig (en luxembourgeois : Waasserbëlleg ) est une section et le chef-lieu de la commune luxembourgeoise de Mertert située dans le canton de Grevenmacher.

## Géographie
C’est entre le village de Wasserbillig et le village allemand d’Oberbillig situé sur l’autre rive de la Moselle que la Sûre se jette dans la Moselle. C’est à partir de ce confluent que la Sûre fait office de frontière germano-luxembourgeoise vers le Nord et que la Moselle en fait de même vers le Sud.
Wasserbillig est la localité la plus basse du Luxembourg avec 132 m d'altitude.

## Histoire
Wasserbillig était connue au temps des Romains sous le nom de Biliacum et se trouve à 10 km à vol d’oiseau de Trèves, autre célèbre ville romaine.

## Population et société

### Démographie
Peuplée de 3 000 habitants en 2011, c'est un port fluvial : beaucoup de bateaux y sont immatriculés et bon nombre de bateliers s'y retirent quand ils cessent leur activité. Le port de Mertert, port fluvial industriel, est situé à côté du village.

## Culture locale et patrimoine

### Lieux et monuments

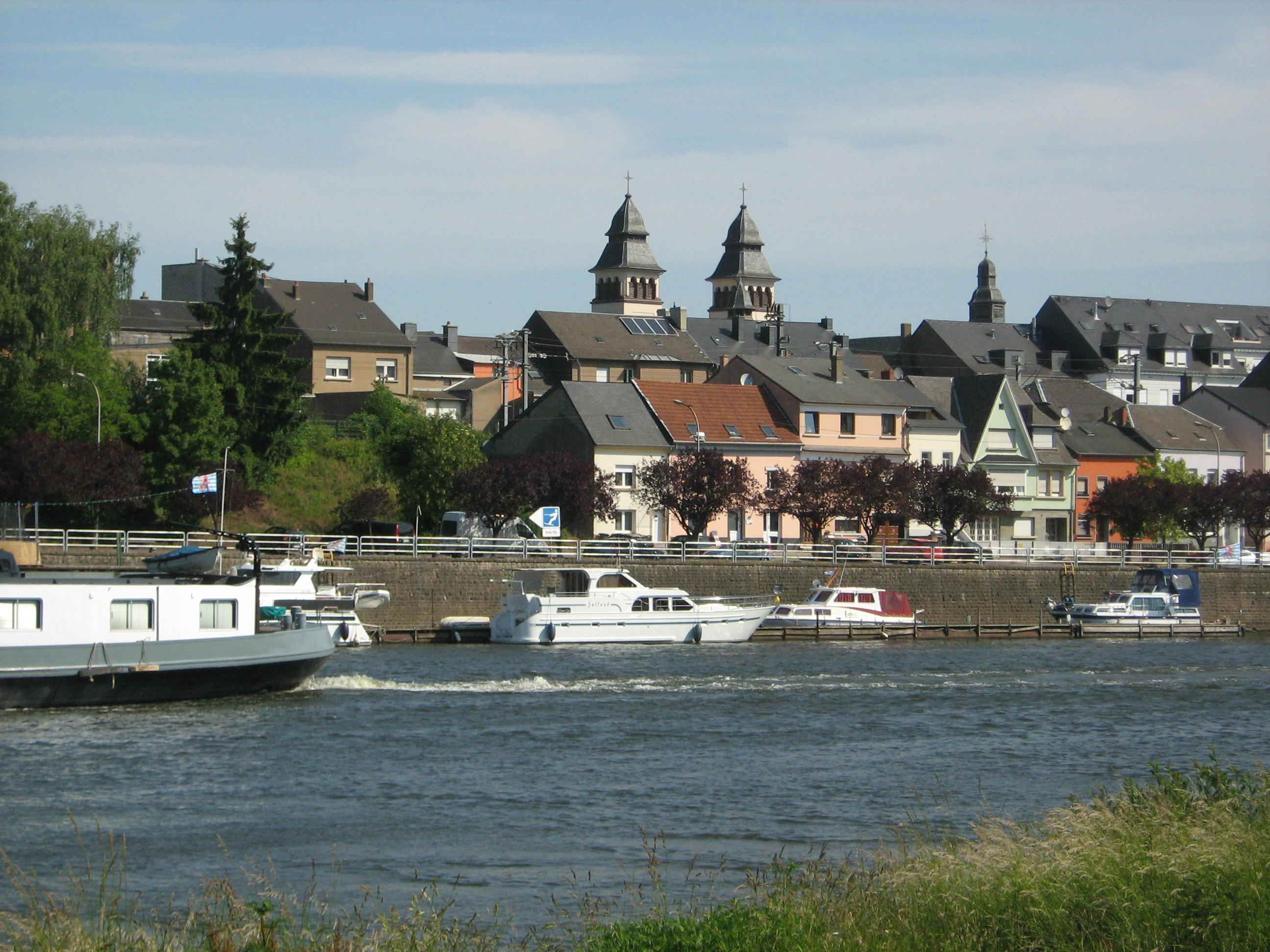
La ville vue de la Moselle.
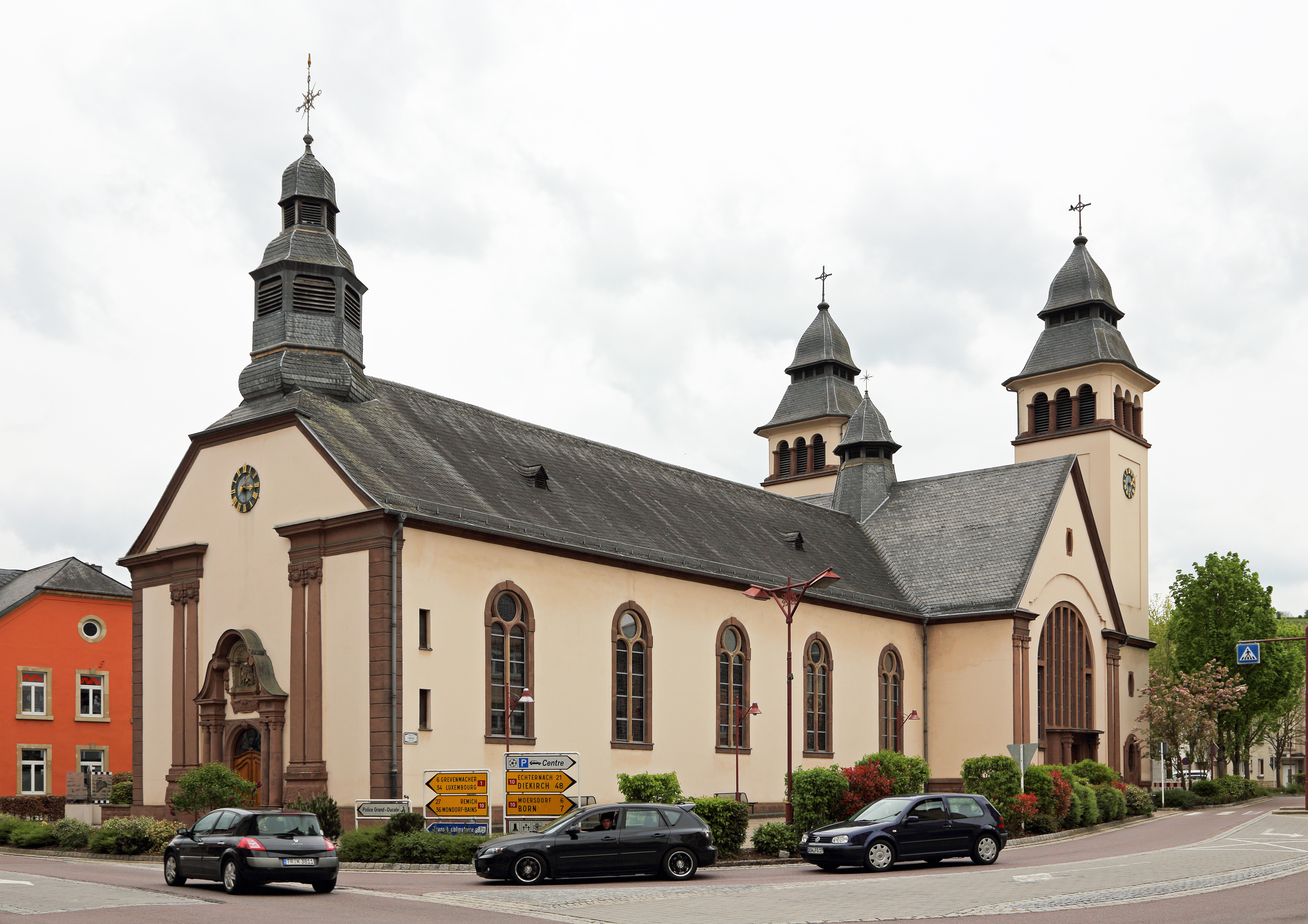
L'église Saint-Martin.
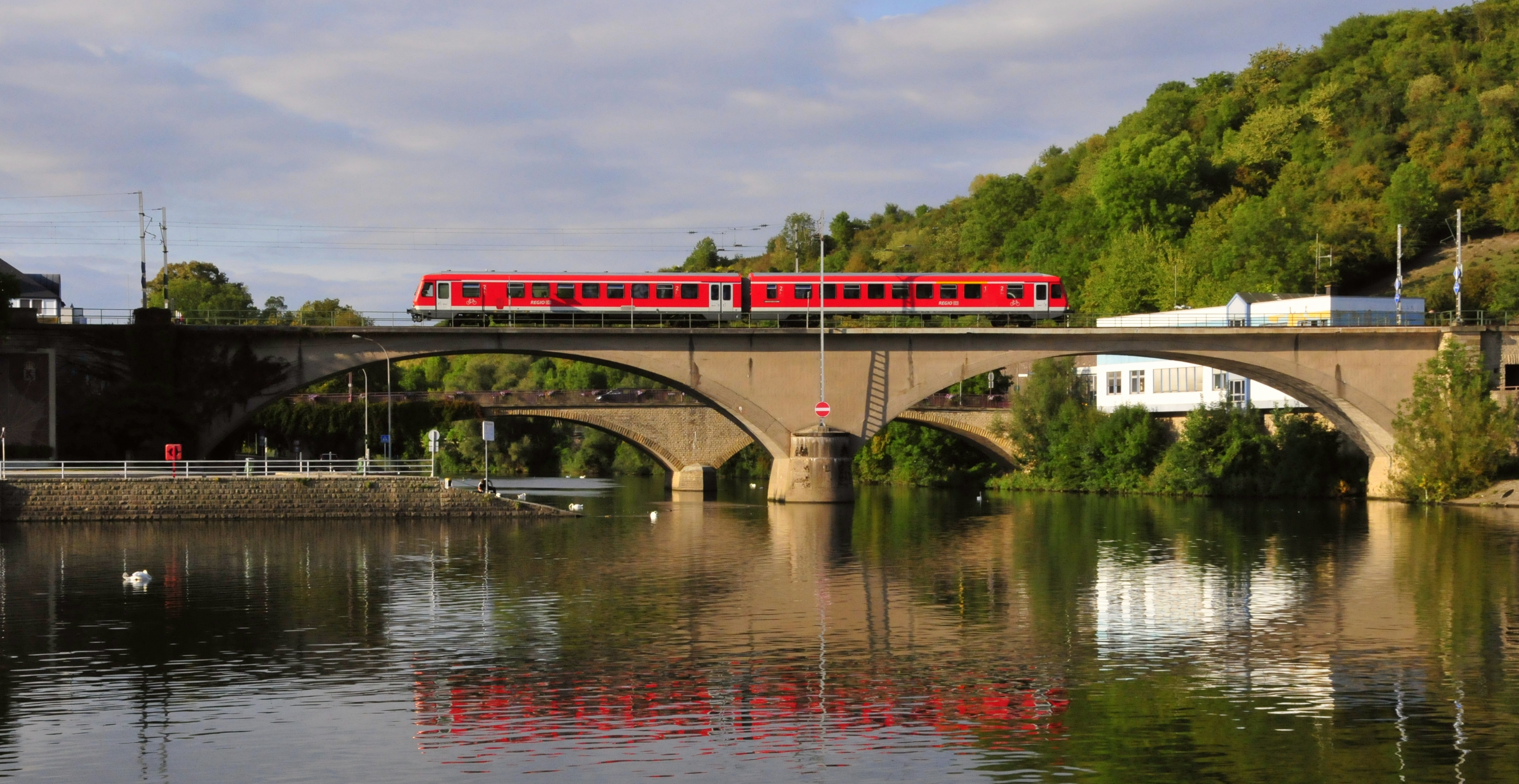
Le confluent de la Sûre et de la Moselle ; le pont ferroviaire.

### Personnalités liées à la commune
- Jacques Santer, homme politique luxembourgeois né le 18 mai 1937, président de la Commission européenne de 1995 à 1999.